# Diocesi di Dalisando di Isauria
La diocesi di Dalisando di Isauria (in latino Dioecesis Dalisandena in Isauria) è una sede soppressa del patriarcato di Antiochia e una sede titolare della Chiesa cattolica.

## Storia
Dalisando di Isauria, nei pressi di Sinabiç, nel distretto di Mut in Turchia, è un'antica sede episcopale della provincia romana di Isauria nella diocesi civile d'Oriente. Faceva parte del patriarcato di Antiochia ed era suffraganea dell'arcidiocesi di Seleucia, come attestato da una Notitia episcopatuum del patriarcato datata al VI secolo.
Sono cinque i vescovi conosciuti di questa sede. Marino prese parte al concilio di Costantinopoli del 381. Stefano non prese parte al concilio di Calcedonia del 451, dove si fece rappresentare dal suo metropolita Basilio di Seleucia; lo stesso Stefano sottoscrisse nel 458 la lettera dei vescovi dell'Isauria all'imperatore Leone in seguito all'uccisione del patriarca Proterio di Alessandria. Costantino assistette al concilio ecumenico del 680. Cosma fu tra i padri del cosiddetto concilio in Trullo del 691-692. Costantino II infine partecipò al secondo concilio di Nicea del 787.
A questa sede viene attribuito, con il beneficio del dubbio, anche il vescovo Leone, il cui sigillo vescovile è attribuito al X o XI secolo; potrebbe tuttavia appartenere anche alla sede omonima in Pamfilia.
Per un certo periodo, dopo l'occupazione araba di Antiochia, l'Isauria fu annessa al patriarcato di Costantinopoli. La diocesi di Dalisando appare nelle Notitiae Episcopatuum di questo patriarcato nel IX, X e nel XIII secolo.
Dal 1933 Dalisando di Isauria è annoverata tra le sedi vescovili titolari della Chiesa cattolica; la sede è vacante dal 7 febbraio 1964. Il titolo è stato assegnato in una sola occasione, al vescovo Laureano Castán Lacoma, ausiliare di Tarragona.

## Cronotassi

### Vescovi greci
- Marino † (menzionato nel 381)
- Stefano † (prima del 451 - dopo il 458)
- Costantino I † (menzionato nel 680)
- Cosma † (prima del 691 - dopo il 692)
- Costantino II † (menzionato nel 787)
- Leone ? † (X/XI secolo)

### Vescovi titolari
- Laureano Castán Lacoma † (24 febbraio 1954 - 7 febbraio 1964 nominato vescovo di Sigüenza-Guadalajara)